# Trilha sonora de Rebelde Way

## Trilha Sonora de Rebelde Way
Lista de trilha sonora da novela Rebelde Way.

### Señales (trilha da 1ª temporada)
Capa: Luisana Lopilato, Felipe Colombo, Camila Bordonaba e Benjamín Rojas.
1. Sweet Baby
2. Bonita de Más
3. Pretty Boy
4. Aún Ahora
5. Resistiré
6. Inmortal
7. Amor de Engaño
8. Mi Vida
9. Vale la Pena
10. Será Porque te Quiero
11. Perder un Amigo
12. Rebelde Way

### Tiempo (trilha da 2ª temporada)
Capa: Luisana Lopilato, Felipe Colombo, Camila Bordonaba e Benjamín Rojas.
1. Tiempo
2. Será de Dios
3. Para Cosas Buenas
4. Dijé Adiós
5. Me da Igual
6. Que Estés
7. No Estés Seguro
8. No se Puede Más
9. Te Soñé
10. Invento
11. Vas a Salvarte
12. Vamos al Ruedo